# Дринска бановина
Дринска бановина је била бановина Краљевине Југославије између 1929. и 1941, а такође и бановина Недићеве Србије 1941. Њено седиште је било Сарајево (касније Ужице), а укључивала је делове данашње Босне и Херцеговине и Србије. Име је добила по реци Дрини и, као и друге бановине Југославије, намерно није била заснована на етничким, културним или географским границама.

## Назив
Избором дринске одреднице, која је као географски појам била етнички неутрална, државне власти Краљевине Југославије су 1929. године покушале да поставе основу за што успешније спровођење политике интегралног југословенства на подручју ове бановине. Међутим, након стварања Бановине Хрватске (1939) и покретања политичких распарава о преуређењу преосталих бановина, појавили су се предлози да се од свих бановина на етничком подручју српског народа створи јединствена Бановина Србија, или да се у постојеће називе српских бановина уведу одговарајуће српске одреднице, те је тако настала и замисао да се назив Дринске бановине промени у Бановина Дринска Србија. Преуређење и преименовање српских бановина није било спроведено, због непостојања политичке воље и скорог избијања рата (1941).

## Историја
Током Другог светског рата, 1941. године, Краљевина Југославија је капитулирала, а територију бановине су окупирале трупе сила Осовине. Западни део бановине је окупирала тзв. Независна Држава Хрватска, док је источни део ушао у састав Недићеве Србије, која је била под немачком окупацијом и војном управом. Крња Дринска бановина је наставила да постоји на подручју Недићеве Србије, а управно седиште је било у Ужицу. Бановина је укинута крајем 1941. године, да би се уместо ње формирали управни окрузи. Након Другог светског рата, територија некадашње Бановине је подељена између Босне и Херцеговине и Србије.

## Демографија
| православна       | 992.924   |
| римокатоличка     | 169.613   |
| евангелистичке    | 3.804     |
| остале хришћанске | 1.836     |
| исламска          | 356.469   |
| без конфесије     | 10.093    |
| УКУПНО            | 1.534.739 |

## Банови
Банови Дринске бановине у периоду 1929—1941. су били:
| Портрет | Ред | Име и презиме (Датум рођења и смрти) | Почетак мандата         | Крај мандата    | Странка                          |
| ------- | --- | ------------------------------------ | ----------------------- | --------------- | -------------------------------- |
|         | 1.  | Велимир Поповић                      | 9. октобар 1929         | 1934            |                                  |
|         | 2.  | Предраг Лукић                        | именован 31. маја, 1935 | 1937            |                                  |
|         | 3.  | Душан Давидовић                      | 9. децембар 1937        | 5. јануар 1938  |                                  |
|         | 4.  | Михаило Кречковић (вд.)              | 5. јануар 1938.         | 1939.           |                                  |
|         | 5.  | Радослав Дунић (1871—1948)           | 1939.                   | 1939.           | Југословенска национална странка |
|         | 6.  | Владимир Јевтић                      | 1939.                   | 1939.           |                                  |
|         | 7.  | Илија Поповић                        | 1939.                   | 1940.           |                                  |
|         |     | Владимир Јевтић                      |                         | 10. јул 1940.   |                                  |
|         | 8.  | Станоје Михалџић                     | 10. јул 1940.           | 17. април 1941. |                                  |

- Карта Дринске бановине (1937)
- Бановине Краљевине Југославије
- Карта Дринске бановине (1941)